# Ларионов, Денис Владимирович
Дени́с Влади́мирович Ларио́нов (род. 21 декабря 1986 года, Клин) — российский поэт, прозаик, критик.

## Биография
Учился в Тверском медицинском колледже, магистратуре РГГУ, аспирантуре Института философии РАН. Стихи и проза публиковались в журналах и альманахах «Воздух», TextOnly, «Акцент», «Транслит», на сайте «Полутона» и др. Критические статьи публиковались в журналах «Новое литературное обозрение», «Новый мир», «Октябрь», на сайтах OpenSpace.ru и Colta.ru.
Первая книга стихов «Смерть студента» вышла в 2013 году.
Соредактор журнала «Русская проза» (2011—2013). Куратор серии литературных вечеров «Igitur» (с 2012 г., совместно с Кириллом Корчагиным). Соучредитель поэтической премии «Различие» (2013, совместно с Кириллом Корчагиным, Львом Обориным и Игорем Гулиным). В 2016—2017 гг. член жюри Премии Андрея Белого (2016—2017).

## Книги
- Ларионов Д. Смерть студента: Первая книга стихов. — М.: Книжное обозрение (АРГО-РИСК), 2013. — 48 с. — (Серия «Поколение», вып. 38).
- Ларионов Д. Тебя никогда не зацепит это движение: Стихотворения. — Харьков: kntxt, 2018. — 66 с. — (Kнижная серия журнала «Контекст»).

## Награды и признание
- Лонг-лист литературной премии «ЛитератуРРентген» (2009).
- Лонг-лист премии «Дебют» в номинации «Поэзия» (2009)[2].
- Лонг-лист премии «Дебют» в номинации «Поэзия» (2010)[3].
- Шорт-лист Премии Андрея Белого в номинации «Поэзия» (2013).
- Малая премия «Московский счёт» (2014) за книгу «Смерть студента».